# Лофотови
Лофотовите (Lophotidae) са семейство актиноптери от разред Опахоподобни (Lampriformes).
Таксонът е описан за пръв път от Шарл Люсиен Бонапарт през 1846 година.

## Родове
- Eumecichthys
- Lophotus